# (477) Italia
(477) Italia est un astéroïde de la ceinture principale découvert par Luigi Carnera le 23 août 1901.